# Poliodestra
Poliodestra is een geslacht van vlinders van de familie Uilen (Noctuidae), uit de onderfamilie Hadeninae.

## Soorten
- P. faeculenta Draudt, 1924
- P. flavidentula Schaus, 1903
- P. glaucippe Dognin, 1907
- P. tetragona Mabille
- P. viola Druce, 1905
- P. violascens Maassen, 1890